# Marc Piollet
Marc Piollet (* 1962 in Paris) ist ein französischer Dirigent. Er war von 2004 bis 2012 Generalmusikdirektor am Hessischen Staatstheater Wiesbaden.

## Leben und Wirken
An der Hochschule der Künste Berlin studierte Piollet Chorleitung und Dirigieren bei Hans-Martin Rabenstein. Meisterkurse belegte er  bei John Eliot Gardiner, Michael Gielen, Kurt Masur und Lothar Zagrosek. Nach seinem Studium erhielt er eine Anstellung als  Erster Kapellmeister beim Philharmonischen Staatsorchester Halle sowie am Staatstheater Kassel, wo er auch als stellvertretender Generalmusikdirektor tätig war. Folgend erhielt er ein Engagement an der Volksoper Wien. 2004 wurde  Piollet Generalmusikdirektor am Staatstheater Wiesbaden. Dort leitete er mit großem Erfolg bei Publikum und Presse den kompletten Ring von Richard Wagner. Des Weiteren dirigierte er u. a. Neuinszenierungen von Don Carlos, Idomeneo, Der Freischütz, Rigoletto, Don Giovanni, La Bohème, Falstaff, Der Barbier von Sevilla, Simon Boccanegra und Lohengrin. Piollet leitete auch eine Vielzahl von Sinfoniekonzerten mit dem Hessischen Staatsorchester. Piollet beendete seine Tätigkeit als Generalmusikdirektor in Wiesbaden im Jahr 2012 mit dem Dirigat der 2. Sinfonie von Gustav Mahler.
Den Dirigenten führten Gastengagements u. a. an die Staatsoper Hamburg, an das Staatstheater Stuttgart, an die Oper Köln, die Deutsche Oper Berlin, die Staatsoper Wien, an die Musikbühnen von Paris, Tokio, Kopenhagen, Barcelona etc. Mit der Sopranistin Annette Dasch verbindet ihn eine enge künstlerische Zusammenarbeit.
Marc Piollet stand am Pult renommierter Orchester der Zeit, wie u. a. Münchner Philharmoniker, Gewandhausorchester Leipzig, Bamberger Symphoniker, Münchner Rundfunkorchester, Brandenburger Symphoniker sowie Dresdner Philharmonie.
Seit Oktober 2016 leitet Piollet eine Klasse für Orchesterdirigieren an der Kunstuniversität in Graz.

## Auszeichnungen
- 1995: Erster Preisträger beim Dirigentenforum des Deutschen Musikrates

## Diskografie
- Mozart (mit Annette Dasch), Label: Sony Classical 2008
- Norbert Burgmueller, Sinfonie Nr. 1 c-moll, Hugo Staehle, Sinfonie Nr. 1 c-moll, beide mit dem Orchester des Staatstheaters Kassel, September 2001,[2] Label: STERLING 2001